# An Evening of Yes Music Plus
An Evening of Yes Music Plus (1993) è un album doppio live del gruppo di rock progressivo inglese Anderson Bruford Wakeman Howe (ABWH), fondato da Jon Anderson e formato dai membri degli Yes della formazione classica (1971-1973).
Dopo qualche disputa legale circa la possibilità di usare "Yes" come nome di questo gruppo, ABWH e gli Yes veri e propri (all'epoca costituiti da Chris Squire, Trevor Rabin, Tony Kaye e Alan White) giunsero a un accordo che consentiva agli ABWH di usare il nome Yes per la promozione della loro musica e il merchandise. Di conseguenza, agli ABWH fu possibile denominare il loro tour del 1989-1990 An Evening of Yes Music Plus, titolo che fu poi dato anche all'album dal vivo registrato durante il tour.

## Il disco
L'album si apre, come i live classici degli Yes, con un brano d'orchestra (in questo caso un estratto di Young Person's Guide to the Orchestra di Benjamin Britten. Il resto dei brani sono classici degli Yes del periodo di The Yes Album, Fragile e Close to the Edge, pezzi tratti dall'unico album degli ABWH, l'omonimo Anderson Bruford Wakeman Howe, ed estratti di vari altri lavori utilizzati nelle sezioni di assolo dei vari componenti del gruppo.
Tuttavia Tony Levin, che aveva suonato il basso nell'album in studio degli ABWH, era malato la sera del concerto registrato su questo album e pertanto venne rimpiazzato da Jeff Berlin.
L'album è interessante per i fans degli Yes soprattutto per le interpretazioni di classici come Close to the Edge, che con l'apporto di Bruford riacquistano alcune sottigliezze ritmiche che le versioni live con Alan White (per esempio su Yessongs) avevano perso. Anche interessante è l'uso di Bruford della batteria elettronica invece di quella acustica.
Gli assoli sono tutti interpretazioni di brani già apparsi nella discografia degli Yes, con l'eccezione di due pezzi solisti di Wakeman, Gone but not Forgotten e Merlin the Magician (quest'ultimo tratto dall'album The Myths and Legends of King Arthur and the Knights of the Round Table).
La copertina dell'album, come quella dell'album in studio di ABWH, fu realizzata da Roger Dean, illustratore dei dischi classici degli Yes, e mostra un dipinto di Dean intitolato Floating Islands.

## Tracce
1. Benjamin Britten's Young Person's Guide to the Orchestra – 1:41
2. Jon Anderson solo: Time and a Word / Owner of a Lonely Heart / Teakbois – 7:32
3. Steve Howe solo: The Clap / Mood for a Day – 9:35
4. Rick Wakeman solo: Gone but not Forgotten / Catherine Parr / Merlin the Magician – 5:37
5. Long Distance Runaround / Bill Bruford solo – 7:10
6. Birthright – 7:23
7. And You and I – 9:54
8. Starship Trooper – 12:48
9. Close to the Edge – 19:48
10. Themes – 6:37
11. Brother of Mine – 11:17
12. Heart of the Sunrise – 10:46
13. Order of the Universe – 9:30
14. Roundabout – 9:53

## Musicisti
- Jon Anderson - voce
- Rick Wakeman - tastiere
- Bill Bruford - batteria
- Steve Howe - chitarre, voci
- Jeff Berlin - basso
- Milton McDonald - chitarre, voci
- Julian Colbeck - tastiere, voci